# ترومبوسیتوز

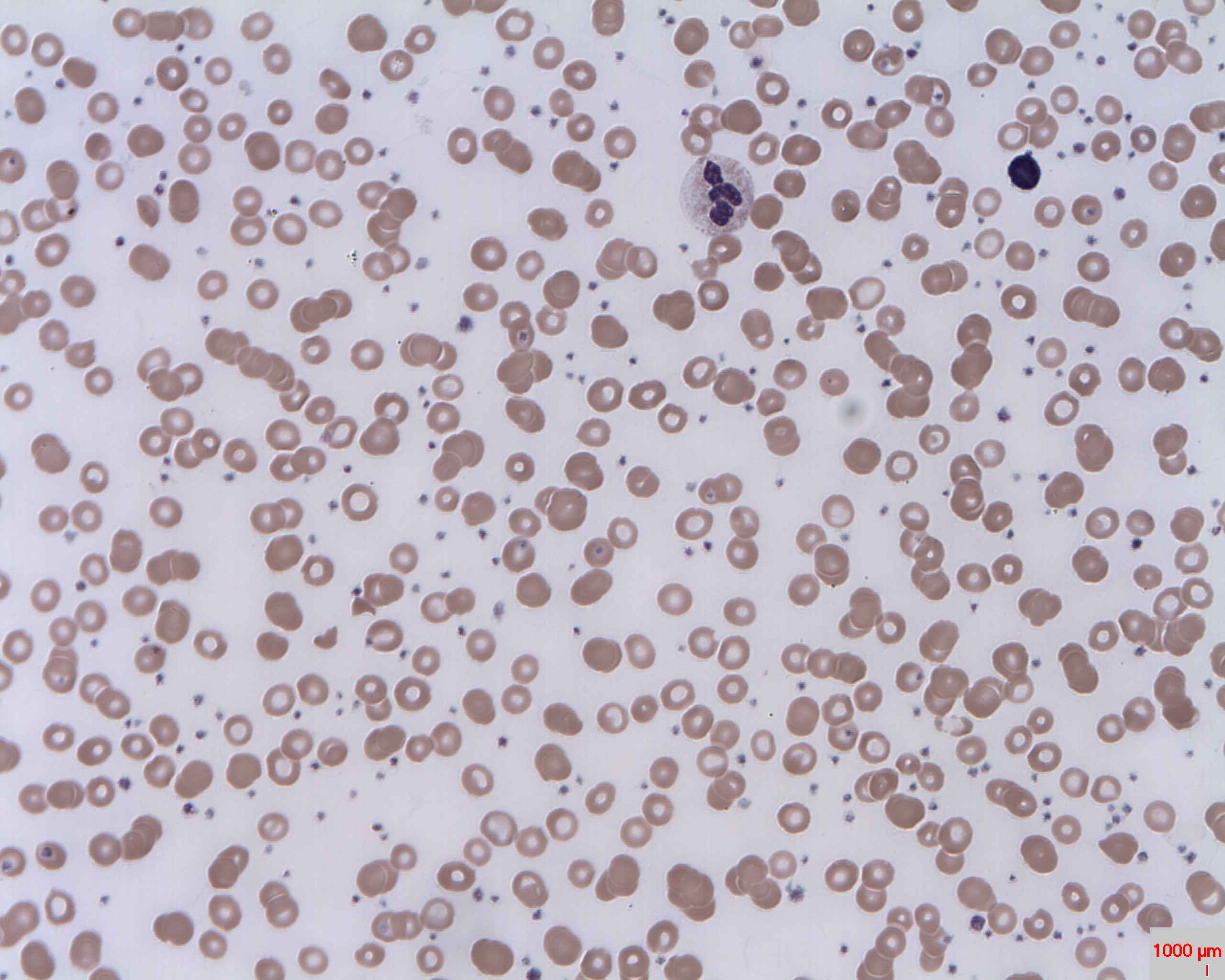
رویداد ترومبوسیتوز

ترومبوسیتوز (Thrombocytosis) به معنای افزایش تعداد پلاکت‌های خون از ۴۵۰٬۰۰۰ در میکرولیتر است. نقش پلاکت‌ها انعقاد خون است لذا افزایش پلاکت‌ها موجب خطر ترومبوز (انعقاد خون داخل عروق) و حوادثی مانند سکته مغزی می‌گردد.

## انواع
علل این بیماری اولیه (ناشی از افزایش تولید در مغز استخوان) و ثانویه می‌باشد. علل ثانویه مانند التهاب، جراحی، برداشتن طحال، کم خونی فقر آهن، نشانگان کاوازاکی، استئوسارکوما، بیماری التهابی روده و....

## تشخیص
تشخیص اولیه با انجام آزمایش خون (CBC) می‌باشد. برای جلوگیری از انعقاد خون درمان با آسپرین با دوز پایین ممکن است کافی باشد.